# Romy & Michelle
Romy & Michelle (Romy and Michele's High School Reunion) è un film del 1997 con protagoniste Mira Sorvino e Lisa Kudrow.
Le riprese del film si svolsero dal 27 aprile 1996 al 22 giugno 1996.

## Trama
Romy e Michelle sono due amiche di lunga data che vivono assieme a Los Angeles. Bionde e un po' svampite, si vestono in maniera stravagante nello stesso modo in cui affrontano la vita. Quando ricevono un invito per partecipare ad una riunione di ex compagni di scuola, si rendono conto di non aver concluso molto nella propria vita: così decidono di presentarsi mentendo su chi sono e cosa fanno realmente. Durante il viaggio scoppierà una lite fra le due che per un breve periodo si separeranno per poi tornare a essere amiche per la pelle tralasciando ogni screzio. Durante la festa capiscono che non solo loro hanno concluso poco, ma che anche molti dei loro vecchi amici si nascondono dietro maschere, e alla fine della vicenda si realizzerà il loro più grande desiderio.

## Prequel
Nel 2005 è stato realizzato un prequel per la televisione, Romy & Michelle - Quasi ricche e famose, interpretato da Katherine Heigl e Alexandra Breckenridge.